# Best of Edda 1980–1990
A "Best of Edda 1980-1990" válogatáslemez az Edda Művek első tíz évének legnépszerűbb számait foglalja össze, az első négy nagylemezről, az Edda Művek 5., az Edda Művek 6., a Változó idők, a Pataky–Slamovits, és a Szaga van lemezekről. CD-kiadásban kizárólag ezen a változaton jelent meg az "Engedjetek saját utamon". Terjedelmi korlátok miatt a bakelitkiadáson három dallal kevesebb szerepel, és azok is más sorrendben. A kiadvány gyémántlemez státuszt ért el.

## Számok listája
| #  | LP # | Szám                     | Erről az albumról | Hossz |
| -- | ---- | ------------------------ | ----------------- | ----- |
| 1  | A1   | Kölyköd voltam           | Edda Művek 2.     | 4:34  |
| 2  | A2   | Elhagyom a várost        | Edda Művek 1.     | 4:46  |
| 3  | A3   | Minden sarkon álltam már | Edda Művek 1.     | 5:04  |
| 4  | A4   | Álom                     | Edda Művek 1.     | 3:05  |
| 5  |      | Engedjetek saját utamon  | Pataky-Slamovits  | 3:46  |
| 6  | A5   | A hűtlen                 | Edda Művek 2.     | 4:06  |
| 7  | A6   | A torony                 | Edda Művek 2.     | 3:49  |
| 8  | B1   | Keselyű                  | Edda Művek 2.     | 6:10  |
| 9  |      | Ünnep                    | Edda Művek 5.     | 5:20  |
| 10 | B3   | Gyere őrült              | Edda Művek 6.     | 4:07  |
| 11 | B4   | Éjjel érkezem            | Edda Művek 6.     | 6:37  |
| 12 | B5   | A kör                    | Edda Művek 5.     | 4:46  |
| 13 | B2   | Fohász                   | Változó idők      | 5:10  |
| 14 |      | Ég a házunk              | Változó idők      | 4:13  |
| 15 | A7   | Mi vagyunk a rock        | Szaga van         | 3:23  |